# 2014年J1最終節
- 日本プロサッカーリーグ  >  J1リーグ  > 2014年のJリーグ ディビジョン1 > 2014年J1最終節
- 2014年のスポーツ  >  2014年のサッカー  >  2014年のJリーグ  > 2014年のJリーグ ディビジョン1 > 2014年J1最終節

2014年J1最終節（2014ねんJ1さいしゅうせつ）では、2014年12月6日に行われたJリーグ ディビジョン1 (J1) の最終節について触れる。
本項目では、主に優勝がかかったガンバ大阪 (G大阪) 、浦和レッズ（浦和）、鹿島アントラーズ（鹿島）、AFCチャンピオンズリーグ (ACL) 出場の可能性を有する柏レイソル（柏）、サガン鳥栖（鳥栖）、残留がかかる清水エスパルス（清水）、大宮アルディージャ（大宮）について触れる。

## 第31節までの経緯
序盤戦はまず、3連覇を狙ったサンフレッチェ広島（広島）を始め、若手の大胆起用が功を奏した鹿島、J2昇格組ながらもポゼッションと多彩な攻撃でリーグを席巻したヴィッセル神戸（神戸）・戦力の充実した浦和の4チームが抜け出すが、AFCチャンピオンズリーグ2014との過密日程を強いられ勝ちきれない試合の続いた広島が一歩後退、替わってダークホース的存在だった鳥栖が上位に浮上する。FIFAワールドカップブラジル大会に伴う中断前のリーグ前半戦（第14節終了時）の順位は、首位浦和、2位鳥栖、3位神戸、4位鹿島の順であった。
しかし後半戦に入ると、中断明けから勝てなくなった神戸が優勝争いから後退。変わって上位に上がってきたのが、前評判の高かった川崎フロンターレ（川崎）と、中断前は降格圏の16位に低迷し、首位浦和と勝ち点差14引き離されていたG大阪であった。そんな中、上位争いを演じていた鳥栖が第18節終了直後に監督の尹晶煥との契約を突然解除。首位を走っていたチームが低迷したが、なんとか上位争いには踏みとどまった。一方、浦和はJ1新記録となる7試合連続無失点を記録するなど鳥栖に替わって首位を快走、第31節の勝利で3節を残して2位に浮上したG大阪に勝ち点差5をつけ、8年ぶりのリーグ優勝に王手をかけた一方で、川崎は第31節までの5試合で1勝4敗と急失速し、浦和の勝利により優勝の可能性が消滅する。
一方下位の争いは、四国勢初のJ1挑戦も開幕から9連敗を喫し、そこから最下位を脱出できなかった徳島ヴォルティス（徳島）が第29節でセレッソ大阪（C大阪）に1-3で敗れ、5試合を残して最下位とJ2降格が決定。第32節開始前の時点ではこの他に清水・大宮・C大阪とベガルタ仙台（仙台）やヴァンフォーレ甲府（甲府）にJ2降格の可能性があり、5チームで降格の2枠を争う構図となった。

## 第32節・第33節
迎えた第32節、首位浦和と2位G大阪の直接対決が組まれた。浦和は88分にG大阪FW佐藤晃大に先制点を許すと、アディショナルタイムにもG大阪MF倉田秋に決められ0-2で敗戦。この結果、浦和とG大阪の勝ち点差は2に縮まり、優勝決定は持ち越しとなる。3位鹿島は川崎との上位対戦で、前半終了間際に鹿島MF遠藤康が先制ゴールを挙げると、53分には鹿島FW赤崎秀平が追加点。試合終了間際に1点を返されるも2-1で勝利し、優勝戦線に踏みとどまった。
| 浦和レッズ | 0 - 2    | ガンバ大阪                      |
| ---------- | -------- | ------------------------------- |
|            | レポート | - 佐藤晃大 88分 - 倉田秋 90+3分 |

| 鹿島アントラーズ              | 2 - 1    | 川崎フロンターレ |
| ----------------------------- | -------- | ---------------- |
| - 遠藤康 45分 - 赤崎秀平 53分 | レポート | レナト 90+1分    |

第33節、勝てば優勝が決まる可能性のあった首位浦和はアウェイで鳥栖と対戦。攻め手を欠いて前半をスコアレスで終えるが、後半24分に浦和FW李忠成が鳥栖MF菊地直哉に倒されてPKを獲得し、菊池は一発退場。このPKをMF阿部勇樹がしっかり決め先制に成功し数的有利な状況で試合を進める。その後ピンチの場面が生まれるもGK西川周作が止め、このまま逃げ切れるかと思われた後半アディショナルタイム、鳥栖がコーナーキックを得ると、これに合わせたDF小林久晃が決め鳥栖が同点に追いつき、程なくして試合終了。鳥栖は優勝の可能性こそ失いながらも、ACL出場の可能性に望みを繋いだ。
| サガン鳥栖      | 1 - 1    | 浦和レッズ           |
| --------------- | -------- | -------------------- |
| 小林久晃 90+4分 | レポート | 阿部勇樹 69分 (pen.) |

一方、2位G大阪はホームで神戸と対戦。前半37分にFW宇佐美貴史、前半43分にはFWパトリックが決めて前半のうちに2点リード。後半4分に再び宇佐美がダメ押し点を決め、後半25分に神戸FW小川慶治朗に決められ1点を返されるも、3−1で勝利を収め、浦和が引き分けたことで得失点差で首位に躍り出た。
| ガンバ大阪                                | 3 - 1    | ヴィッセル神戸  |
| ----------------------------------------- | -------- | --------------- |
| - 宇佐美貴史 37分, 49分 - パトリック 43分 | レポート | 小川慶治朗 70分 |

3位の鹿島は、17位ながら残留の可能性を残していたC大阪と対戦。33分にMFカイオが先制点を挙げると、59分と67分にFW赤崎が立て続けに決め3−0。69分にC大阪FW永井龍に1点を返されるも、80分に柴崎岳がダメ押しゴール。4-1で勝利を収め、優勝への望みを繋ぐ一方で、C大阪はこの敗戦でJ2降格が決まった。
| セレッソ大阪 | 1 - 4    | 鹿島アントラーズ                                  |
| ------------ | -------- | ------------------------------------------------- |
| 永井龍 69分  | レポート | - カイオ 33分 - 赤崎秀平 59分, 67分 - 柴崎岳 80分 |

そんな中、ACL出場権争いに割って入ってきたのがホーム不敗を続けてきた柏で、第32節までに5連勝で順位を5位にまで上げる。第33節では残留争いに巻き込まれた15位清水をホームに向かえ、FWレアンドロの先制弾とFWドゥドゥの2得点で清水を下し、勝ち点で鳥栖と並んで最終節を迎えることとなった。
| 柏レイソル                              | 3 - 1    | 清水エスパルス |
| --------------------------------------- | -------- | -------------- |
| - レアンドロ 10分 - ドゥドゥ 38分, 62分 | レポート | 長沢駿 81分    |

下位の争いでは、前述のC大阪の降格が決まり、残り1枠の争いとなったが、甲府が第32節でサンフレッチェ広島（広島）に勝利して残留を確定。残る仙台・清水・大宮で1枠を争う構図だったが、清水は柏に敗れたことでこの節でのJ1残留は確定せず、大宮もアウェイ名古屋戦で後半アディショナルタイムに名古屋MF小川佳純に決勝弾を決められ窮地に立たされる一方、仙台はホーム最終戦で徳島に勝利してJ1残留を確定させ、J1残留の最後の椅子を勝ち点差3の清水と大宮で争うことになった。
| ヴァンフォーレ甲府              | 2 - 0    | サンフレッチェ広島 |
| ------------------------------- | -------- | ------------------ |
| - 山本英臣 65分 - 新井涼平 77分 | レポート |                    |

| 名古屋グランパス                 | 2 - 1    | 大宮アルディージャ |
| -------------------------------- | -------- | ------------------ |
| - 永井謙佑 6分 - 小川佳純 90+3分 | レポート | 橋本晃司 50分      |

| ベガルタ仙台                   | 2 - 1    | 徳島ヴォルティス |
| ------------------------------ | -------- | ---------------- |
| - 太田吉彰 5分 - 菅井直樹 58分 | レポート | 橋内優也 77分    |

| 順 | チーム               | 試 | 勝 | 分 | 敗 | 得 | 失 | 差  | 点 | 出場権または降格            |
| -- | -------------------- | -- | -- | -- | -- | -- | -- | --- | -- | --------------------------- |
| 1  | ガンバ大阪 (Q)       | 33 | 19 | 5  | 9  | 59 | 31 | +28 | 62 | ACL2015グループステージ出場 |
| 2  | 浦和レッズ (Q)       | 33 | 18 | 8  | 7  | 51 | 30 | +21 | 62 | ACL2015グループステージ出場 |
| 3  | 鹿島アントラーズ     | 33 | 18 | 6  | 9  | 64 | 38 | +26 | 60 | ACL2015プレーオフ出場       |
| 4  | サガン鳥栖           | 33 | 18 | 3  | 12 | 40 | 33 | +7  | 57 |                             |
| 5  | 柏レイソル           | 33 | 16 | 9  | 8  | 46 | 40 | +6  | 57 |                             |
|    |                      |    |    |    |    |    |    |     |    |                             |
| 15 | 清水エスパルス       | 33 | 10 | 5  | 18 | 42 | 60 | −18 | 35 |                             |
| 16 | 大宮アルディージャ   | 33 | 8  | 8  | 17 | 42 | 60 | −18 | 32 | J2リーグ 2015へ降格         |
| 17 | セレッソ大阪 (R)     | 33 | 7  | 10 | 16 | 36 | 46 | −10 | 31 | J2リーグ 2015へ降格         |
| 18 | 徳島ヴォルティス (R) | 33 | 3  | 4  | 26 | 16 | 74 | −58 | 13 | J2リーグ 2015へ降格         |

## 最終節
最終節のカードは以下の通り。全試合が12月6日15時30分キックオフが予定されていた。太字のチームが優勝またはACL出場、及び残留のかかったチーム。
- 鹿島アントラーズ vs サガン鳥栖（茨城県立カシマサッカースタジアム）
- 大宮アルディージャ vs セレッソ大阪（NACK5スタジアム大宮）
- 清水エスパルス vs ヴァンフォーレ甲府（IAIスタジアム日本平）
- 浦和レッズ vs 名古屋グランパス（埼玉スタジアム2002）
- 徳島ヴォルティス vs ガンバ大阪（鳴門・大塚スポーツパークポカリスエットスタジアム）
- アルビレックス新潟 vs 柏レイソル（デンカビッグスワンスタジアム）

このうち、新潟 vs 柏の試合は、新潟地区の大雪の影響で試合開催が不可能と判断され、当日中止が決まった。史上初となる「最終節の試合中止」という事態を受けて新潟・柏とも早期の代替開催を望む一方で、新潟地区での大雪が続くことが見込まれたためデンカビッグスワンスタジアムでの代替開催を断念。首都圏のスタジアムでの開催も視野に調整を進めていたところ、鹿島アントラーズ及びカシマスタジアムからの全面協力を得られたことから、12月8日にカシマスタジアムでの代替開催が決定した。

### 優勝争い
三つ巴となった優勝争いは、勝ち点で並ぶG大阪と浦和に得失点差が7あり、G大阪と浦和の得失点差が逆転されないと仮定した各チームの優勝条件は以下のとおりとなった。
- G大阪：勝てば自力優勝、引き分けても浦和が引き分け以下かつ鹿島が1点差勝利以下であれば優勝、負けても浦和敗戦かつ鹿島が引き分け以下で優勝。
- 浦和：勝った上でG大阪が引き分け以下で優勝、引き分けたときはG大阪敗戦かつ鹿島が引き分け以下で優勝。
- 鹿島：2点差以上で勝利した上でG大阪と浦和が共に引き分け以下で優勝、1点差勝利の場合はG大阪敗戦かつ浦和が引き分け以下で優勝。

G大阪のみが実質的に自力優勝の可能性を残す一方で、鹿島は2点差で勝利できれば得失点差と総得点で2チームを上回れるため、それなりに優勝の可能性を残す状況であった。

### ACL争い
ACL出場権の争いは3位鹿島と4位鳥栖・5位柏との得失点差が大きく、鹿島がACLへの出場をほぼ確実にする一方で、第94回天皇杯全日本サッカー選手権大会（天皇杯）の結果次第でACLプレーオフ進出の可能性の生ずる4位争いは、勝ち点で並ぶ鳥栖と柏が得失点差が1しか開いていないことから、仮に両者が勝利した場合でも、柏が鳥栖を上回る点差で勝利できれば、得失点差で並んだとしても総得点で逆転することが可能な状況を生み出していた。

### 残留争い
一方の残留争いは15位清水と16位大宮に絞られていたが、大宮が残留できるのは「清水が敗れ、大宮が勝った場合」に限られており、大宮はまず勝利を挙げた上で清水の結果待ちという状況に追い込まれていた。

### 前半
開始早々、埼玉でスコアが動く。前半2分、浦和が得たコーナーキックのチャンスをMF柏木陽介が蹴ると、これをDF槙野智章が頭で合わせて浦和が先制に成功する。
優勝を目指す鹿島とACLプレーオフに可能性を残す鳥栖の対戦は前半6分、鳥栖DF安田理大の浮き球をFW池田圭が落とし、これをMF高橋義希がミドルシュートを決めて鳥栖が先制する。
一方、最下位の確定している徳島と対戦したG大阪だったが、ホーム初勝利を目指す徳島相手になかなか決定的場面を作り出せず、両軍に生まれた数少ないチャンスも東口順昭と長谷川徹の両GKの活躍もあってスコアレスのまま時間が過ぎてゆく。
残留争いの2チームは、こちらも降格の決まっているC大阪と対戦した大宮がFWズラタンが右サイドからゴール前に侵入しマイナスのボールを送るとこれを走り込んできたMF金澤慎が合わせ大宮が先制に成功する一方で、清水は甲府相手に主導権を握られる場面を多く作られるも決定機を許さず、スコアレスのまま前半を終える。
前半終了時点での各試合の途中経過
- 鹿島 0-1 鳥栖
- 大宮 1-0 C大阪
- 清水 0-0 甲府
- 浦和 1-0 名古屋
- 徳島 0-0 G大阪

### 後半
前半スコアレスで、攻勢に出たいG大阪は後半開始からMF阿部浩之に替えてMF倉田秋を投入するが、逆にゴール前の混戦から徳島DF橋内優也にゴールネットを揺らされる（オフサイドの判定によりノーゴール）など徳島にチャンスを多く作られる展開となる。
前半終了間際に守勢に回ってしまった大宮は、後半に入ると積極的な守備からリズムを取り戻し、50分にハーフライン付近でのボール奪取からMF橋本晃司、FWズラタンと繋ぎ、最後はFWムルジャが追加点をあげて2点リードとし、逆転残留に向けた条件を整えていく。一方で大宮の途中経過を知りながら試合を進める清水は後半開始直後に清水FW大前元紀と甲府GK荻晃太が1対1となるビッグチャンスを迎えるも決めきれず、逆に城福浩監督の退任が発表され勝利で送り出したい甲府はFW盛田剛平、FWクリスティアーノを投入して先制を狙うも、清水GK櫛引政敏が必死のセーブで得点を許さない。
前半ビハインドの鹿島は53分にFW豊川雄太に替えてMF中村充孝を入れ、更に63分にMF小笠原満男に替えてMFルイス・アルベルトを投入て攻勢に出るも、鳥栖の粘り強いディフェンスの前にゴールをこじ開けられない。
一方、前半のリードを護りつつ押し気味に試合を進めていた浦和だったが、72分、名古屋MF田口泰士のコーナーキックをDF矢野貴章が合わせ、一旦は浦和GK西川周作にストップされるもこぼれ球をDF牟田雄祐に決められ試合を振り出しに戻される。試合はそこから一進一退の展開を見せるが、試合終了間際の89分、浦和MF鈴木啓太のパスミスを逃さなかった名古屋がカウンターを仕掛け、最後はFW永井謙佑が決勝点を叩き込んで2-1と逆転。試合はこのまま終了し、浦和は土壇場の逆転劇で手中にしかけていた8年ぶりのリーグ制覇を逃す結果となった。
後半の時間が進み徐々に流れをつかんだG大阪は攻撃的な選手を次々に送り込んで先制点を狙うもシュートに持ち込めなかったり枠をそらすなどして得点を挙げられないまま両軍スコアレスで試合終了。しかし浦和の敗戦によりG大阪が9年ぶり2度目の優勝を決め、後に天皇杯も制したG大阪は史上2クラブ目のトレブル（三冠）を達成した。
また、清水と大宮もこのまま試合が終了。清水は甲府の粘り強い守備の前に得点を挙げることが出来なかったが、スコアレスドローで勝ち点1を上積みして残留を確定。一方で勝ち点3を積み上げた大宮だったがあと一歩届かず、10年間キープしたJ1の座から転がり落ちることとなった。

### 新潟vs柏
大雪で延期となった新潟vs柏は2日後の12月8日に行われ、2点差で勝てば鳥栖を上回れる柏が後半のFWレアンドロとDF鈴木大輔のゴールで2−0で柏が勝利。これで柏はシーズン7連勝で締めくくり、鳥栖を総得点の差で交わして4位に浮上、ACL出場に望みをつないだ。その後行われた天皇杯決勝でG大阪が勝利し天皇杯を獲得したことにより、繰り上げで柏がACLプレーオフへの出場権を獲得した。
| 順 | チーム                 | 試 | 勝 | 分 | 敗 | 得 | 失 | 差  | 点 | 出場権または降格            |
| -- | ---------------------- | -- | -- | -- | -- | -- | -- | --- | -- | --------------------------- |
| 1  | ガンバ大阪 (C, Q)      | 34 | 19 | 6  | 9  | 59 | 31 | +28 | 63 | ACL2015グループステージ出場 |
| 2  | 浦和レッズ (Q)         | 34 | 18 | 8  | 8  | 52 | 32 | +20 | 62 | ACL2015グループステージ出場 |
| 3  | 鹿島アントラーズ       | 34 | 18 | 6  | 10 | 64 | 39 | +25 | 60 | ACL2015グループステージ出場 |
| 4  | 柏レイソル             | 34 | 17 | 9  | 8  | 48 | 40 | +8  | 60 | ACL2015プレーオフ出場       |
| 5  | サガン鳥栖             | 34 | 19 | 3  | 12 | 41 | 33 | +8  | 60 |                             |
|    |                        |    |    |    |    |    |    |     |    |                             |
| 15 | 清水エスパルス         | 34 | 10 | 6  | 18 | 42 | 60 | −18 | 36 |                             |
| 16 | 大宮アルディージャ (R) | 34 | 9  | 8  | 17 | 44 | 60 | −16 | 35 | J2リーグ 2015へ降格         |
| 17 | セレッソ大阪 (R)       | 34 | 7  | 10 | 17 | 36 | 48 | −12 | 31 | J2リーグ 2015へ降格         |
| 18 | 徳島ヴォルティス (R)   | 34 | 3  | 5  | 26 | 16 | 74 | −58 | 14 | J2リーグ 2015へ降格         |

## 試合結果
| 鹿島アントラーズ | 0 - 1    | サガン鳥栖   |
| ---------------- | -------- | ------------ |
|                  | レポート | 高橋義希 6分 |

| 大宮アルディージャ            | 2 - 0    | セレッソ大阪 |
| ----------------------------- | -------- | ------------ |
| - 金澤慎 21分 - ムルジャ 50分 | レポート |              |

| 清水エスパルス | 0 - 0    | ヴァンフォーレ甲府 |
| -------------- | -------- | ------------------ |
|                | レポート |                    |

| 浦和レッズ   | 1 - 2    | 名古屋グランパス                |
| ------------ | -------- | ------------------------------- |
| 槙野智章 2分 | レポート | - 牟田雄祐 72分 - 永井謙佑 89分 |

| 徳島ヴォルティス | 0 - 0    | ガンバ大阪 |
| ---------------- | -------- | ---------- |
|                  | レポート |            |

| アルビレックス新潟 | 0 - 2    | 柏レイソル                          |
| ------------------ | -------- | ----------------------------------- |
|                    | レポート | - レアンドロ 66分 - 鈴木大輔 90+2分 |

### 注記
1. 1 2 3 4  第94回天皇杯全日本サッカー選手権大会優勝クラブにもAFCチャンピオンズリーグ2015参加資格が与えられるが、同大会優勝クラブがJ1リーグ戦上位に入った場合は、リーグ戦次点のクラブに参加資格が与えられる。